# Albert-Henri de Sallengre
Albert-Henri de Sallengre (1694-1723) est un homme de lettres néerlandais d'origine française. Il est avocat de la cour de Hollande, conseiller du prince d'Orange et commissaire de finances des États généraux des Provinces-Unies.

## Biographie
Issu d'une famille de réfugiés protestants français, il naît à La Haye en 1694. Il fait ses études à Leyde et a pour maîtres Jacobus Perizonius et Bernard. Reçu de bonne heure avocat de la cour de Hollande, il vient en France après la paix d’Utrecht et demeure quelque temps à Paris. Il y consacre tout son temps à visiter les bibliothèques et les savants. Il fait, en 1717, un second voyage en France et alla, en 1719, en Angleterre, où il est reçu membre de la Royal Society de Londres. En 1723, il vient à Cambrai voir son beau-frère, lord Whitworth, plénipotentiaire du roi d’Angleterre au congrès qui se tient alors dans cette ville. Revenu à La Haye, il y meurt de la petite vérole, le 27 juillet 1723, à 29 ans; en 1716, il est fait conseiller de la princesse de Nassau, et, en 1717, commissaire des finances des États généraux des Provinces-Unies.

## Œuvres
- Éloge de l’ivresse, 1714, in-12, réimprimée plusieurs fois. La dernière édition, considérablement augmentée, a été donnée par Pierre Auguste Miger, Paris. an 6 (1798), in-12. Les additions et changements de Miger sont en si grand nombre que la nouvelle édition peut être considérée comme un nouveau livre dont l’idée et la base seule appartiennent à Sallengre. C’est un recueil agréable et piquant par ses nombreuses citations.
- Histoire de Pierre de Montmaur, 1715, 2 vol. in-8° (rééd. complétée et enrichie 1743) : recueil de textes satiriques dirigés contre Pierre de Montmaur ;
- Mémoires de littérature, 1715-1717, 4 parties en 2 volumes. Cet ouvrage traite des livres imprimés depuis longtemps et qui sont recommandables, ou par leur mérite, ou par leur rareté, ou par le bruit qu’ils ont fait[1]. On y joint la Continuation des Mémoires de littérature et d’histoire, par Desmolets, qui sont un recueil d’un autre genre.
- Poésies de Lamonnoye, La Haye, 1716, in-8°. Lamonnoye désavoua cette édition faite à son insu et très-incomplète. L’auteur et l’éditeur se brouillèrent à cette occasion, mais se raccommodèrent bientôt au moyen de quelques livres dont Sallengre fit présent à Lamonnoye.
- État présent de l’Église romaine dans toutes les parties du monde, traduit de l’anglais de Richard Steele, qui lui-même l’avait traduit de l’italien d’Urbano Cerri, 1716, in-8°.
- Discours sur la vie et les ouvrages de Meziriac, en tête de l’édition des Commentaires sur les épîtres d’Ovide, 1716, 2 vol. in-8° ;
- Novus thesaurus antiquitatum romanarum, 1716-1719, 3 vol. in-fol. C’est un recueil de pièces échappées à Grævius ; elles ne sont pas toutes excellentes, mais plusieurs étaient rares, et l’on est bien aise de les trouver rassemblées.
- Essai d’une histoire des Provinces Unies pour l’année 1621, où la trêve finit et la guerre recommença avec l’Espagne, ouvrage posthume, 1728, in-4°. L’auteur se proposait de remplir le vide qui existe dans l’histoire de sa patrie depuis la trêve de 1609 avec l’Espagne, où finit l’histoire de Grotius, jusqu’à la paix de Munster, en 1648, où commencent Wicquefort et Basnage. Pour essayer ses forces et pressentir le goût du public, il s’était exercé sur l’année 1621 ; et ce travail, quoique imparfait, contient de fort bonnes choses. Sallengre a eu part au Journal littéraire de la Haye, 1713-1722, qui a été continué par différents auteurs jusqu’en 1737, et au Chef d’œuvre d’un inconu de Saint-Hyacinthe. Il a été l’éditeur des Pièces échappées au feu, ou Recueil de diverses pièces en prose et en vers, 1717, in-8°, et encore de l’ouvrage de Huet intitulé Petri Danielis Huetii commentarius de rebus ad eum pertinentibus, 1718, in-12[2].